# Блудная (река, Большой Ляховский остров)
Блу́дная (устар. Вольная; якут. Блудная өрүс) — река в России на острове Большой Ляховский из группы Ляховских островов (Новосибирские острова).
Длина реки составляет 151 км, площадь водосборного бассейна — 922 км². Берёт начало на севере от горы Чаллах-Хая и течёт на северо-запад. Впадает в море Лаптевых, образуя широкое, до 300 м, устье. В эстуарии находятся острова. Уклон реки — 0,2 м/км.
Русло извилистое. Некоторые меандры превратились в старицы. Ширина русла в среднем течении составляет 15 м, после впадения левого притока — Большой Тундровой реки — расширяется до 40 м, около устья — 75 м. Глубина от 0,4 в среднем течении до 1,8 м в нижнем. Дно песчаное.
Берега пологие, бывают обрывы высотой 5 м. Нижнее течение заболочено, образуется много озёр, стекающих в реку (озёра Кегелях-Кюельлере).